# Léon Taratte
Hector Léon Taratte, né le 17 février 1821 à Paris et mort le 13 septembre 1889 à Paris 12e, est un auteur dramatique français.

## Biographie
Quincailler et marchand-fabricant de chaussures au Faubourg Saint-Antoine, il est le fondateur du Palais de Cristal, boulevard Beaumarchais. Il est inhumé au cimetière du Père-Lachaise (59e division). 

## Œuvres
- La Journée aux échéances, vaudeville en 1 acte, avec Gaston Marot, Paris, Théâtre de la Bastille, 20 mai 1865
- Les Vraies Filles de marbre, vaudeville en 1 acte avec Paul Faulquemont, Théâtre des Nouveautés, 26 mai 1866
- Le Retour au pays, vaudeville en un acte, 6 juillet 1967